# Вителлия
Вителлия (лат. Vitellia; около 55 — после 75 гг.) — представительница рода Вителлиев.
Вителлия была дочерью императора Авла Вителлия и его второй жены Галерии Фунданы. В 69 году, когда её отец начал борьбу за власть, она находилась с матерью в Риме. Отправляясь на войну с Вителлием, тогдашний император Отон принял меры для защиты семьи своего противника и обеспечения её безопасности.
После того, как Вителлий разгромил Отона при Бедриаке, его жена и дети прибыли к нему в Лугдун. Её отец приказал чеканить изображение Вителлии и помолвил её с Децимом Валерием Азиатиком, легатом пропретором Белгики, который перешёл на его сторону. Впоследствии Азиатик и Вителлия поженились, их сыном был Марк Лоллий Паулин Валерий Азиатик Сатурнин.
После убийства Вителлия, новый император Веспасиан взял его дочь под своё покровительство. Когда Азиатик умер, Веспасиан нашёл для Вителлии нового мужа и дал её приданое.
По мнению Р. Ганслика, второй супруг Вителлии принадлежал к роду Антониев.
Согласно мнению Кристиана Сеттипани, дочь Вителлия носила имя Галерия Фундания и вышла замуж за Децима Рупилия Либона Фруги, суффекта 88 года, от которого имела дочь Рупилию Фаустину.

## В искусстве
Вителлия — персонаж оперы Моцарта «Милосердие Тита».